# 12933 Muzzonigro
12933 Muzzonigro este o planetă minoră (asteroid), cu un diametru de 2,253 km, din centura de asteroizi. A fost descoperită pe 14 octombrie 1999 la Circolo Culturale Astronomico di Farra d'Isonzo⁠(d) de Circolo Culturale Astronomico di Farra d'Isonzo⁠(d). 
Obiectul prezintă o orbită caracterizată de o semiaxă mare de 2,2280375 UAi, o excentricitate de 0,16, o înclinație de 2,00386 ° în raport cu ecliptica.